# Klondike (seriealbum)
Klondike (Le Klondike) är ett Lucky Luke-album från 1996. Det är det 66:e albumet i ordningen, och har nummer 71 i den svenska utgivningen.

## Handling
Lucky Lukes gamle vän Jasper (från albumet Ömfotingen) har försvunnit från Klondike, dit han åkt för att ta del i den pågående guldrushen. Luke, och Waldo Badmington, för vilken Waldo tidigare tjänstgjorde som butler, anländer för att ta reda på vad som hänt honom, och tar hjälp av Kanadas ridande polis. Kylan och den otillgängliga regionen till trots tar de sig allt djupare in i vildmarken, och hittar till slut Waldos inmutning - som dock står öde. Allting pekar på att bedragaren Soapy Smith ligger bakom hans försvinnande.

## Svensk utgivning
- Morris; Yann, Léturgie, Jean (översättare: Per A J Andersson) (1996). Klondike. Lucky-serien: 71. Malmö: Egmont Serieförlaget. Libris 7674691. ISBN 91-7912-674-X
- I Lucky Luke – Den kompletta samlingen ingår albumet i "Lucky Luke 1995-1996". Libris 10528418. ISBN 978-91-7134-536-3